# عملیات افراطی
عملیات افراطی (به انگلیسی: Extreme Ops) یک فیلم اکشن و دلهره‌آور محصول سال ۲۰۰۲ به کارگردانی کریستیان دوگای با بازی دوون ساوا و بریجت ویلسون است.

## بازیگران
- دوون ساوا
- بریجت ویلسون
- روپرت گراوس
- روفس سوئل
- هاینو فرش
- جو ابسولوم
- یانا پالاسک
- کلاوس لوویتچ
- ژان-پیر کاستالدی
- لیلیانا کوموروفسکا
- هاینریش اشمیدر
- هیرو کاناگاوا
- دِتلِـف بوته